# Шукайте жінку (фільм, 2017)
«Шукайте жінку» (фр. Cherchez la femme) — французька романтична кінокомедія 2017 року, повнометражний режисерський дебют Со Абаді. У французький кінопрокат стрічка вийшла 28 червня 2017 року. Українська прем'єра відбудеться в січні 2017 року в рамках щорічного фестивалю найгучніших французьких кінопрем'єр «Вечори французького кіно — 2018», представленого «Артхаус Трафік». В українському прокаті фільм з 18 березня 2018 року.

## Сюжет
Парижани Арман і Лейла пристрасно закохані одне в одного та планують переїхати з Парижа в Нью-Йорк і вступити до інтернатуруи Інституту політичних досліджень ООН. Проте їхні плани руйнує суворий старший брат Лейли Махмуд, який після тривалого перебування в Ємені радикально змінив свої погляди на релігію. Щоб покласти край «гріховному» способу життя Лейли, Махмуд не дає їй бачитися з хлопцем. Але Арман не збирається здаватися. Щоб зустрічатися з коханою, не привертаючи уваги її брата, він приходить до них у будинок під виглядом смиренної Шахерезади, з ніг до голови загорнутої у хіджаб. Загадкова скромниця не може не сподобатися Махмуду…

## У ролях
| • Фелікс Моаті    | … | Арман          |
| • Камелія Жордана | … | Лейла          |
| • Вілльям Лебхіл  | … | Махмуд         |
| • Анн Альваро     | … | Мітра Ягмайян  |
| • Мікі Манойлович | … | Даріус Ягмайян |
| • Карл Малапа     | … | Сінна          |
| • Лорен Дельбек   | … | Ніколя         |
| • Оскар Копп      | … | Фабріс-Фарід   |
| • Грегорі Монтель | … | агент Гарньє   |

## Знімальна група
- Автор сценарію — Со Абаді
- Режисер-постановник — Со Абаді
- Продюсер — Майкл Джентіле
- Оператор — Ів Анжело
- Композитор — Жером Реботьє
- Монтаж — Вірджинія Брюант
- Художник-постановник — Дені Готольє
- Художник по костюмах — Джастін Пірс
- Підбір акторів — Аурелі Гішар
- Звук — Франсуа Вальдіш

## Прокат у світі
| Країна     |  | Дистриб'ютор                 |  | Початок         |  | Прокатна назва         |
| ---------- |  | ---------------------------- |  | --------------- |  | ---------------------- |
| Франція    |  | Mars Films                   |  | 28 червня 2017  |  | Cherchez la femme      |
| Бельгія    |  | Telescope                    |  | 2 серпня 2017   |  |                        |
| Росія      |  | Артхаус                      |  | 28 жовтня 2017  |  | Завуалируй это         |
| Італія     |  | I Wonder Pictures            |  | 7 грудня 2017   |  | Due sotto il burqa     |
| Австрія    |  | Filmladen                    |  | 28 грудня 2017  |  |                        |
| Німеччина  |  | NFP marketing & distribution |  | 28 грудня 2017  |  | Voll verschleiert      |
| Португалія |  |                              |  | 28 грудня 2017  |  | Há Quem Prefira de Véu |
| Україна    |  | Артхаус Трафік               |  | 18 березня 2018 |  |                        |

## Нагороди та номінації
| Список нагород та номінацій | Список нагород та номінацій | Список нагород та номінацій     | Список нагород та номінацій | Список нагород та номінацій | Список нагород та номінацій |
| Кінопремія                  | Рік                         | Категорія                       | Номінант(и)                 | Результат                   | Дж                          |
| --------------------------- | --------------------------- | ------------------------------- | --------------------------- | --------------------------- | --------------------------- |
| Гамбурзький кінофестиваль   | 2017                        | Премія Sichtwechsel             | Со Абаді                    | Номінація                   |                             |
| Кінофестиваль Biografilm    | 2017                        | Приз глядачів Biografilm Europa | Шукайте жінку               | Перемога                    |                             |